# پیز آلو (کوه‌های آلپ لپونتین)
پیز آلو (به لاتین: Piz Alv) یک کوه در سوئیس است که در کانتون گراوبوندن واقع شده‌است. پیز آلو ۲٬۷۶۹ متر بالاتر از سطح دریا واقع شده‌است.